# Вишик, Марко Иосифович
Ма́рко (Марк) Ио́сифович Вишик (19 октября 1921, Львов — 23 июня 2012, Москва) — советский и российский математик.

## Биография
В 8 лет потерял отца, но, несмотря на тяжёлое материальное положение, сумел окончить классическую гимназию.
Начал учиться на физико-математическом факультете в Львовском университете (1939), где в это время преподавали Стефан Банах, Юлиус Шаудер, Станислав Мазур, Бронислав Кнастер и Эдвард Шпильрайн. В связи с началом Великой Отечественной войны отправился в эвакуацию, частично пешком, частично транспортом добрался до Краснодара, где поступил на работу. Затем — учился в педагогическом институте в Махачкале. Получил отказ в призыве в Красную Армию как проживавший в областях Западной Украины.
В 1942 году переехал в Тбилиси. С отличием закончил Тбилисский университет (1943).
В 1943—1945 годах учился в аспирантуре Тбилисского математического института им. А. М. Размадзе АН Грузинской ССР у И. Н. Векуа, в 1945 году перевёлся в аспирантуру МИАН СССР. Защитил (1947) кандидатскую диссертацию, научный руководитель Л. А. Люстерник. В 1951 году защитил докторскую диссертацию. Профессор кафедры математики Московского энергетического института (1953—1965).
Профессор кафедры дифференциальных уравнений механико-математического факультета МГУ (1965—1993), в 1993 году перешёл на кафедру общих проблем управления.
В 1966—1991 годах работал в Институте проблем механики АН СССР. Главный научный сотрудник Института проблем передачи информации РАН (1993).
Труды в области дифференциальных уравнений и функционального анализа.
Подготовил 41 кандидата наук, 10 из них защитили докторские диссертации.
Автор 236 научных статей и 3 монографий.
С весны 1964 года М.И. Вишик вёл на мехмате семинар по дифференциальным уравнениям, получивший широкое международное признание.

Жена — Ася Моисеевна Вишик.

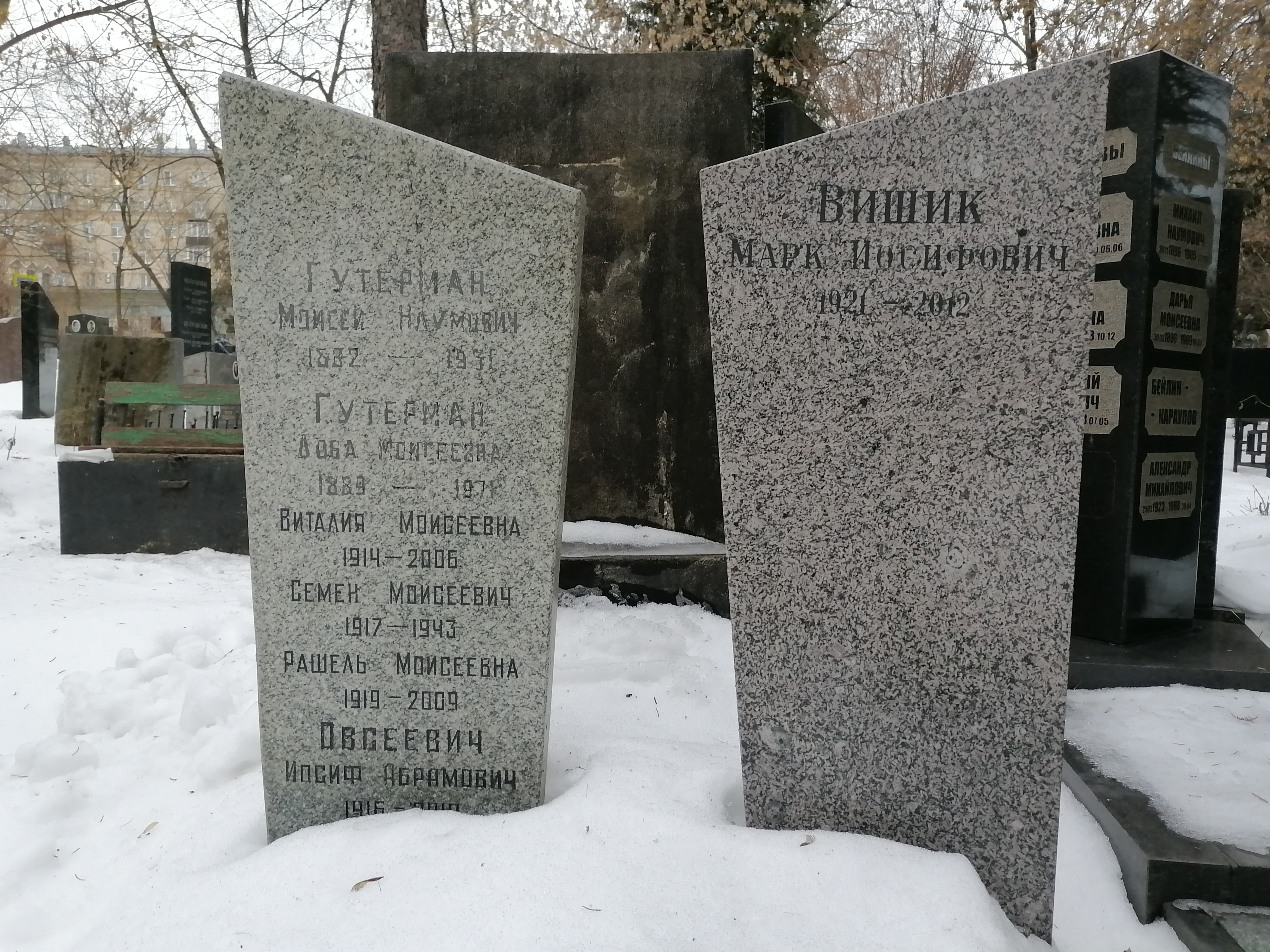
Могила на Донском кладбище

Умер в 2012 году. Похоронен на Донском кладбище (4 участок).

## Награды и премии
- Почётный член Американской академии искусств и наук (1990)[4]
- Премия имени И. Г. Петровского (1992)
- Почётный доктор Свободного университета Берлина (2001)[5]